# Pieter Claesz.

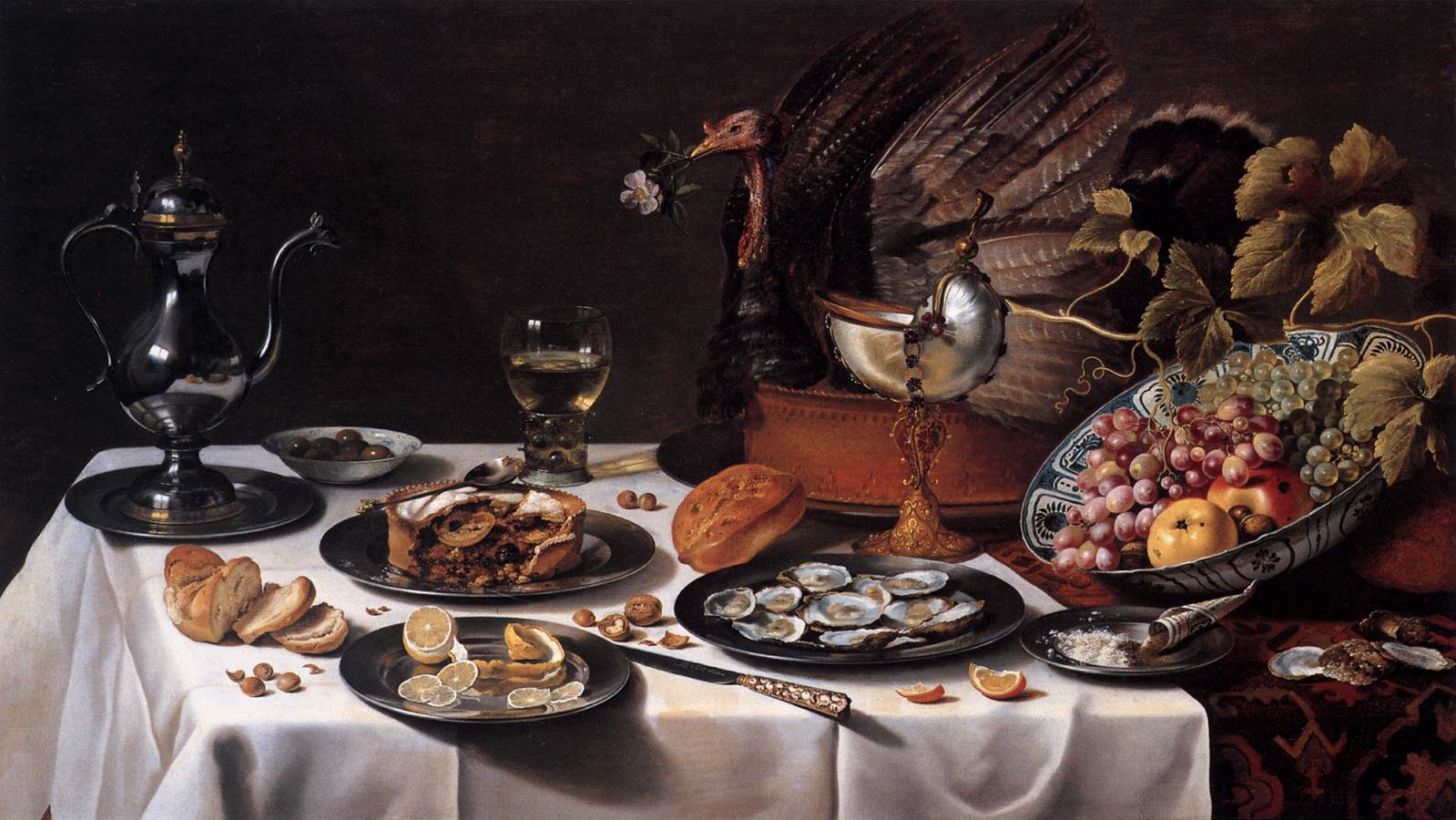
Bodegón, 1627, Rijksmuseum, Ámsterdam.

Pieter Claesz. o Claessen. (Berchem (Amberes), c.-1597/1598-Haarlem, 1660) fue un pintor barroco neerlandés, especializado en la pintura de bodegones. Nació en Amberes donde consta activo en 1620 y un año más tarde se instaló en Haarlem, donde desarrolló la mayor parte de su trabajo. 
Él y Willem Claeszoon Heda son en los Países Bajos los más representativos pintores de ontbijte ( pronunc.: [ontbait]), es decir, pequeños desayunos, continuando con su minuciosidad y detallismo una tradición pictórica inaugurada por los pintores flamencos, aunque los desayunos de Claesz como los de Heda los interpretarán de una manera nueva, conocida como «banquetes monócromos», por servirse de paletas sutilmente monocromáticas en texturas y luces.
Claesz. seleccionaba objetos más sencillos que Heda, pero sus obras llegarán a ser más coloristas y decorativas. Los dos artistas son los fundadores de una tradición de naturalezas muertas en Harlem; pero el hijo de Claesz., Nicolaes Berchem, se hizo conocido por sus paisajes.  
En colecciones españolas son pocas las muestras de este artista. Ejemplos suyos en el Museo del Prado Bodegón con copa roemer, tazza de plata y panecillo  y bodegón en la Real Academia de Bellas Artes de San Fernando, ambas en Madrid. 

## Obras destacadas

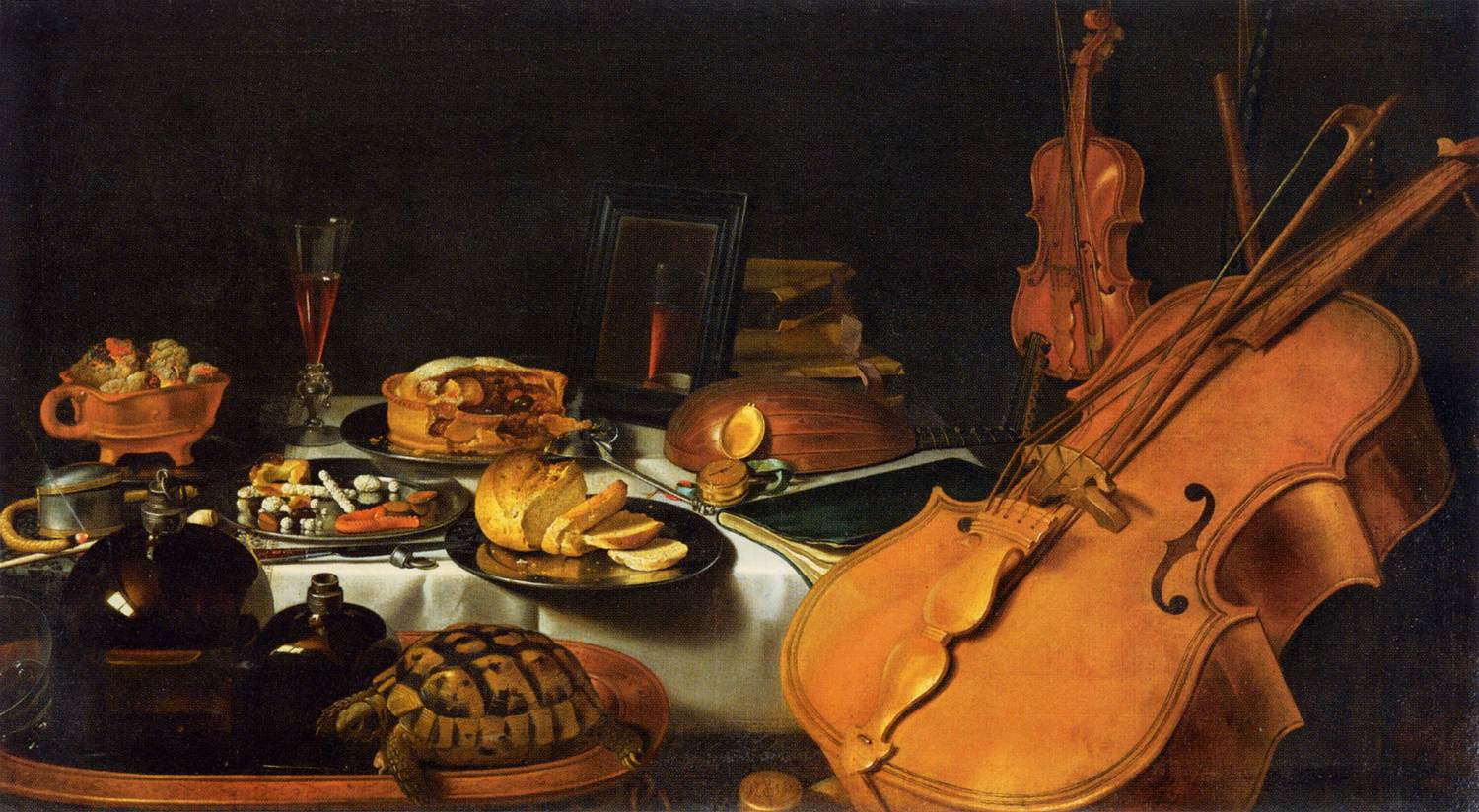
Bodegón con instrumentos musicales, 1623, Museo del Louvre, París.
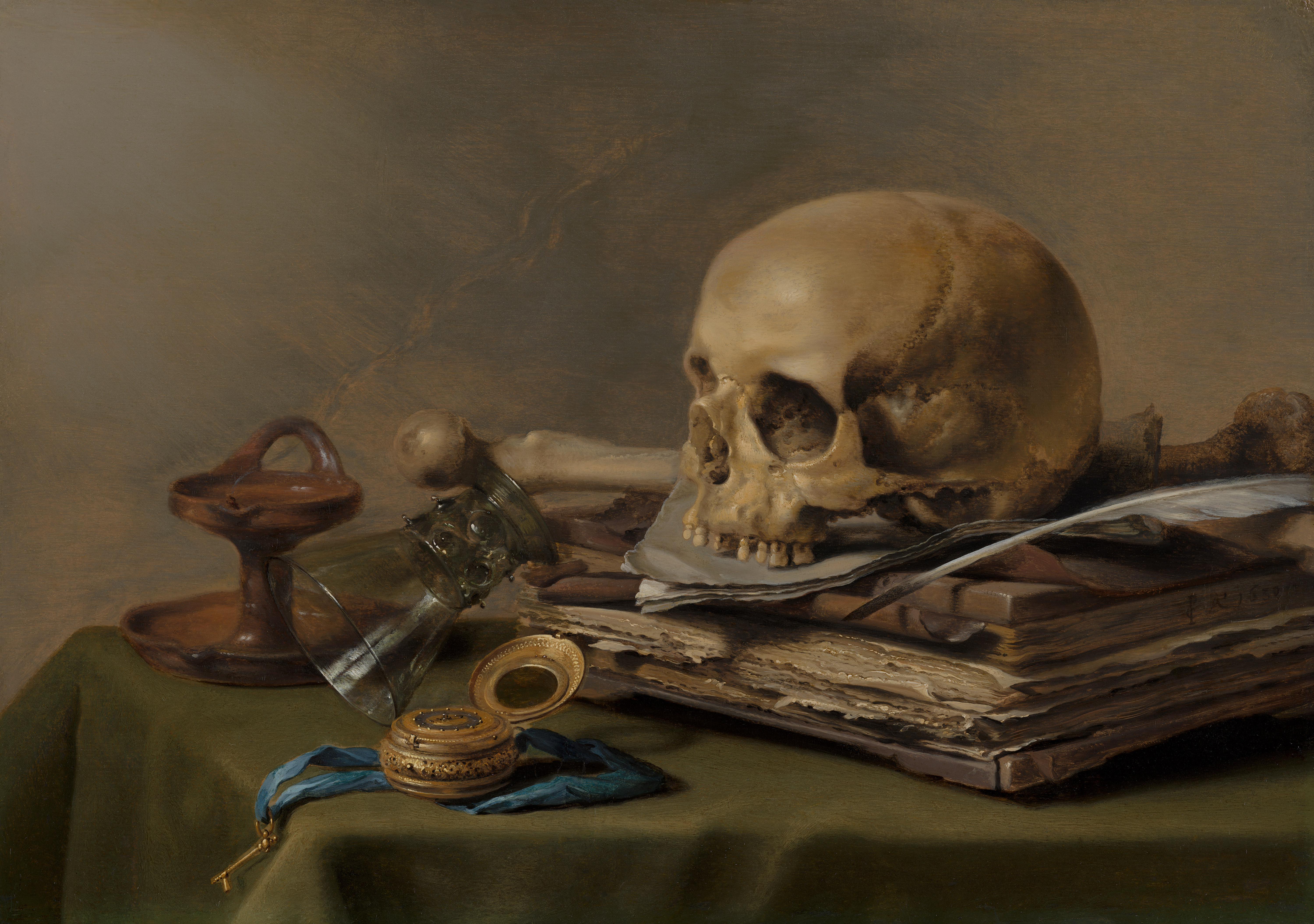
Bodegón con Vanitas, 1630, Mauritshuis, La Haya.
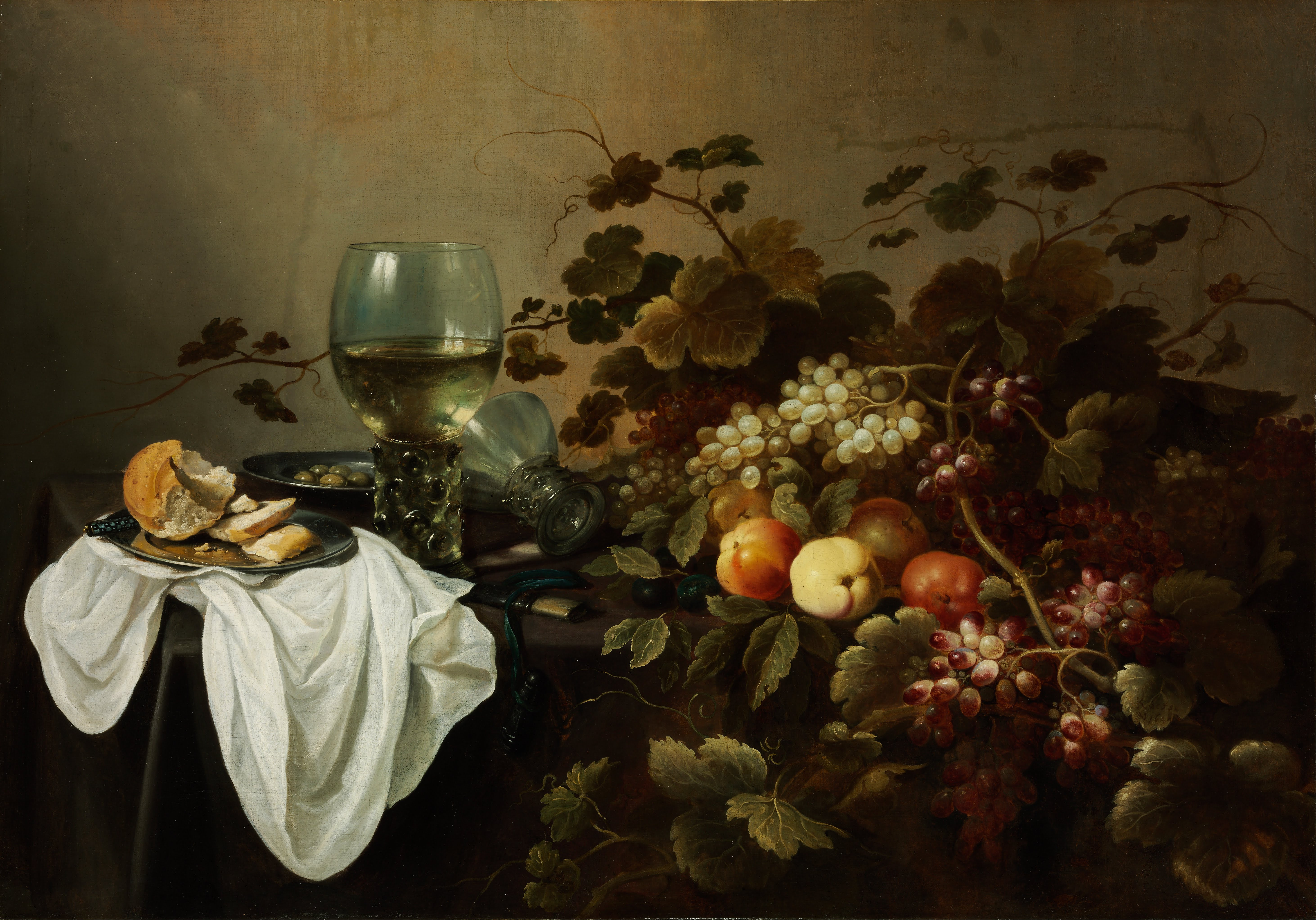
Bodegón con fruta, pan y copa roemer, 1644, Szépművészeti Múzeum, Budapest.
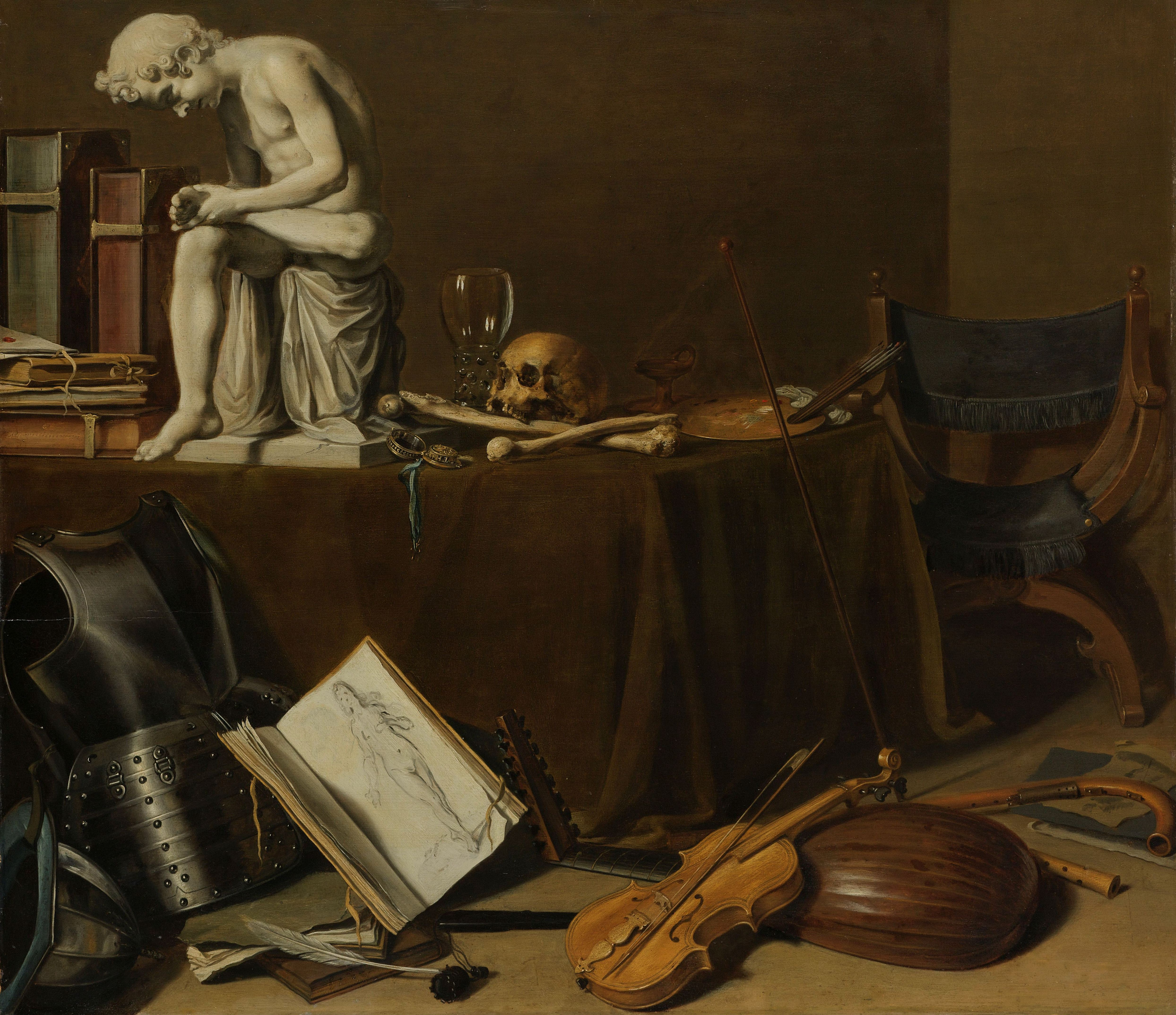
Naturaleza muerta vanitas con el Spinario, 1628, Rijksmuseum, Ámsterdam.
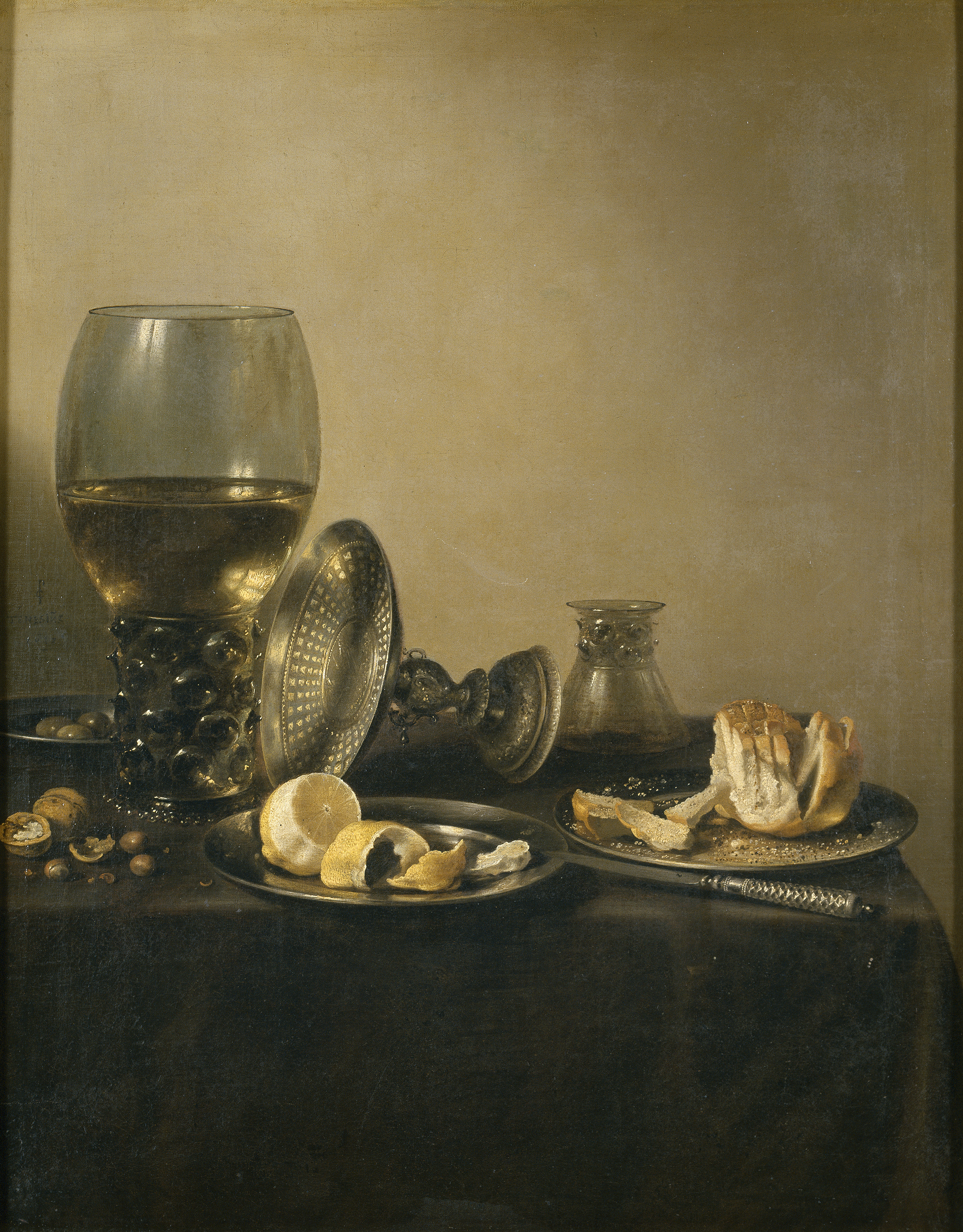
Bodegón con copa roemer, tazza de plata y panecillo,1637, Museo del Prado, Madrid.